# USS Indianapolis (CA-35)
USS Indianapolis (CA-35) – amerykański ciężki krążownik typu Portland, zwodowany 7 listopada 1931 w stoczni New York Shipbuilding. Wziął udział w wojnie na Pacyfiku, służąc jako okręt flagowy admirała Raymonda Spruance’a, dowódcy Piątej Floty.
Zatonął 30 lipca 1945, w drodze powrotnej po dostarczeniu elementów bomby atomowej Little Boy do bazy Tinian, storpedowany przez japoński okręt podwodny I-58. Okręt w krótkim czasie przewrócił się do góry stępką i o godzinie 00:28 30 lipca 1945, z liczącej 1196 osób załogi ok. 300 zginęło razem z okrętem. Z pozostałych ok. 900 uratowano ostatecznie 316 marynarzy. Przyczyną śmierci były ataki rekinów, odwodnienie, hipernatremia oraz hipotermia. Dryfujący na nielicznych tratwach rozbitkowie, praktycznie pozbawieni żywności i słodkiej wody, dopiero po czterech dniach zostali przypadkowo dostrzeżeni przez samolot patrolowy PV-1 Ventura.

## Dowódcy
- komandor John M. Smeallie (15 listopada 1932 – 10 grudnia 1934)
- komandor William S. McClintic (10 grudnia 1934 – 16 marca 1936)
- komandor Henry Kent Hewitt (16 marca 1936 – 5 czerwca 1937)
- komandor Thomas C. Kinkaid (5 czerwca 1937 – 1 lipca 1938)
- komandor John F. Shafroth Jr. (1 lipca 1938 – 1 października 1941)
- komandor Edward Hanson (1 października 1941 – 11 lipca 1942)
- komandor Morton L. Deyo (11 lipca 1942 – 12 stycznia 1943)
- komandor Nicholas Vytlacil (12 stycznia 1943 – 30 lipca 1943)
- komandor Einar R. Johnson (30 lipca 1943 – 18 listopada 1944)
- komandor Charles B. McVay III (18 listopada 1944 – 30 lipca 1945)

## Budowa
Główny artykuł: Krążowniki ciężkie typu Portland
„Indianapolis” był drugim i ostatnim krążownikiem typu Portland, tzw. „krążowników waszyngtońskich”, czyli podlegających ustaleniom traktatu waszyngtońskiego z 1922 ograniczającego zbrojenia morskie i ustanawiającego limity jakościowe i ilościowe. Traktat ograniczył wyporność do 10 000 ton i kaliber artylerii głównej do 203 mm. Była to trzecia klasa takich krążowników, poprzednicy to dwie jednostki typu Pensacola zamówione w 1926 i sześć typu Northampton zamówione w 1927. Zamówienie na jednostki typu Portland złożono w roku podatkowym 1930. Oryginalnie „Indianapolis” miał być krążownikiem lekkim (symbol CL-35), w wyniku ustaleń traktatu waszyngtońskiego zamieniono go na krążownik ciężki (symbol CA-35) z datą 1 lipca 1931.
Krążowniki Portland według projektu miały długość całkowitą 610 stóp 3 cale (186,00 m), długość na linii wodnej 592 stóp (180,00 m), szerokość całkowita 64 stóp 6 cali (19,66 m), z zanurzeniem 21 stóp (6,4 m). Maksymalne zanurzenie wynosić miało 24 stóp (7,3 m). Wyporność standardowa została wyliczona na 10 258 ton metrycznych (10 096 długich ton, 11 308 krótkich ton), wyporność pełna miała wynieść 12 755 ton metrycznych (12 554 długich ton, 14 060 krótkich ton). Po zakończeniu budowy okazało się, że właściwa wyporność standardowa to 9800 ton metrycznych (9600 długich ton, 10 800 krótkich ton). Okręt posiadał dwa charakterystyczne, odchylone od pionu kominy, przedni maszt trójnożny, małą wieżę i maszt palowy z tyłu. W 1943 dodano przed drugim kominem mały maszt trójnożny, jak również charakterystyczny przelicznik artyleryjski na rufie.
Przewidziano 4 śruby napędzane przez 4 turbiny Parsons GT z przekładniami. Pary dostarczało 8 kotłów Yarrow. Moc projektowana na wale wynosiła 107 000 koni mechanicznych (80 000 kW). Prędkość obliczeniowa 32 węzły (59 km/h). Zasięg obliczeniowy 10 000 Mm (19 000 km, 12 000 mil) przy prędkości ekonomicznej 15 węzłów (28 km/h). Podczas użytkowania stwierdzono znaczne przechyły, ustały po zamontowaniu bocznych stępek przeciwprzechyłowych.
Krążownik wyposażono w 9 armat artylerii głównej w trzech wieżach, w standardowym dla amerykańskich okrętów układzie – 2 na dziobie w superpozycji, 1 na rufie. Armaty typu Mark 9, kalibru 8 cali (203 mm), długość luf 55 kalibrów. Artyleria uniwersalna składała się z 8 armat 5 calowych (127 mm), długość luf 25 kalibrów. Przewidziano dwie armaty 3 funtowe QF Hotchkiss (47 mm). W 1945 okręt doposażono w 24 armat przeciwlotniczych 40 mm Bofors, na 6 stanowiskach po 4. Uzupełniały je 12 działkami 20 mm Oerlikon. W odróżnieniu od okrętów japońskich, nie przewidziano wyrzutni torpedowych.
Okręty typu Portland oryginalnie miały mieć dość słabe opancerzenie – 1 calowy pas pancerny i taki sam pokład pancerny. W trakcie budowy zmieniono schemat opancerzenia. Główny pas pancerny miał teraz grubość 3,25 cala; na wysokości magazynów amunicyjnych pogrubiono go do 5 cali; grodzie pancerne miały grubość od 2 do 5,75 cala; pokład pancerny grubości 2,5 cala; barbety – 1,5 cala; wieże artylerii głównej – 2,5 cala; sterówka – 1,25 cala.
Krążowniki typu Portland przewidziano do użytkowania jako okręty flagowe, z dodatkową przestrzenią dla admirała i jego sztabu. Wyposażenie lotnicze obejmowało katapultę dla samolotów na śródokręciu. Możliwe było przenoszenie do 4 wodnosamolotów. Skład załogi zmieniał się w zależności od pełnionej funkcji. Standardowo przewidziano 807 oficerów i marynarzy. W czasie wojny załoga zwiększyła się do 952. Podczas pełnienia funkcji okrętu admiralskiego – 1229 oficerów i marynarzy.
Stępkę pod „Indianapolis” położono w stoczni New York Shipbuilding Corporation 31 marca 1930. Maszyny dostarczone przez stocznię. Wodowanie nastąpiło 7 listopada 1931, okręt przyjęto do służby 15 listopada 1932. Nazwany na cześć miasta Indianapolis, stolicy stanu Indiana, jako drugi okręt o tej nazwie. Pierwszym był transportowiec z 1918 roku. Matką chrzestną była Lucy Taggart, córka burmistrza Indianapolis Thomasa Taggarta z lat 1895-1901.

## Lata międzywojenne
Pod dowództwem pierwszego kapitana, Johna M. Smeallie, „Indianapolis” wypłynął w dziewiczy rejs przez Atlantyk do Guantanamo, gdzie przypłynął 23 lutego 1932. Następnie przeszedł przez Kanał Panamski i podjął trening załogi przy wybrzeżach Chile. Po remoncie w Philadelphia Navy Yard, popłynął do Maine celem zaokrętowania prezydenta Franklina Delano Roosevelta oczkującego na wyspie Campobello w Nowym Brunszwiku, co nastąpiło 1 lipca 1933. „Indianapolis” przybył do Annapolis, Maryland 3 lipca. Roosevelt spotkał się na jego pokładzie z sześcioma członkami swojego gabinetu. Po wyokrętowaniu prezydenta, „Indianapolis” wypłynął do Philadelphia Navy Yard. 6 września zaokrętowano sekretarza marynarki Claude A. Swansona udającego się na inspekcję floty Pacyfiku. „Indianapolis” odwiedził strefę Kanału Panamskiego, Hawaje oraz instalacje w Los Angeles i San Diego. Swanson opuścił okręt 27 października. 1 listopada 1933 „Indianapolis” wyznaczono jako okręt flagowy 'Scouting Force 1', w tym charakterze operował z Long Beach w stanie California. 9 kwietnia 1934 opuścił bazę płynąc do Nowego Jorku, gdzie po raz drugi gościł prezydenta Roosevelta. Uczestniczył w przeglądzie morskim. 9 listopada 1934 powrócił do Long Beach i wznowił ćwiczenia ze Scouting Force, którego okrętem flagowym pozostawał do 1941 roku. 18 listopada 1936 w Charleston (Karolina Południowa) po raz trzeci zaokrętował się na okręcie prezydent Roosevelt celem odbycia szeregu przyjacielskich wizyt w krajach Ameryki Południowej. „Indianapolis” odwiedził Rio de Janeiro (Brazylia), Buenos Aires (Argentyna) i Montevideo (Urugwaj). 15 grudnia 1936 prezydent opuścił okręt w Charleston.

## II wojna światowa
7 grudnia 1941, podczas japońskiego ataku na Pearl Harbor, „Indianapolis” przeprowadzał pozorowane bombardowanie atolu Johnston. Włączony w skład Task Force 11 bezskutecznie poszukiwał japońskich lotniskowców. Powrócił do Pearl Harbor 13 grudnia.

### Nowa Gwinea
Główny artykuł: Walki na Nowej Gwinei
Razem z Task Force 11 „Indianapolis” eskortował lotniskowiec „Lexington”, w przybliżeniu 350 Mm na południe od Rabaul w Nowej Brytanii. Późnym popołudniem 20 lutego 1942 amerykańskie okręty zostały zaatakowane przez 18 samolotów japońskich. 16 z nich zostało zestrzelonych przez myśliwce z lotniskowca, pozostałe zestrzeliła obrona przeciwlotnicza zespołu.
10 marca grupa lotniskowca „Lexington”, po połączeniu się z lotniskowcem „Yorktown" i jego eskortą, zaatakowała japońskie siły desantowe zgrupowane w Lae i Salamaua w Nowej Gwinei. Śmiałym i ryzykownym atakiem, w obliczu przewagi japońskiej w powietrzu, przeprowadzonym od południa poprzez łańcuch górski Owen Stanleya, samoloty amerykańskie osiągnęły pełne zaskoczenie i zniszczyły znaczną część nieprzyjacielskich okrętów, przy niewielkich stratach własnych. „Indianapolis” powrócił następnie do stoczni Mare Island celem przebudowy. Następnie eskortował konwój do Australii.

### Aleuty
Główny artykuł: Walki o Wyspy Aleuckie
„Indianapolis” został skierowany na północny Pacyfik celem wzmocnienia sił amerykańskich w walkach o Aleuty. 7 sierpnia zespół, w skład którego wchodził „Indianapolis”, zbombardował japońską bazę na wyspie Kiska. Ostrzał zatoki przeprowadzono pomimo gęstej mgły. Wodnosamoloty z krążowników potwierdziły zatopienie pewnej liczby japońskich okrętów w porcie, jak również zniszczenia instalacji nadbrzeżnych. Po 15 minutach odezwała się japońska artyleria nadbrzeżna, zniszczona następnie ogniem artylerii głównej okrętów. Niszczyciele eskorty obrzuciły bombami głębinowymi wykryte japońskie okręty podwodne. Japońskie wodnosamoloty przeprowadziły nieudany nalot. Pomimo braku potwierdzonych informacji o stratach japońskich operacja została uznana za sukces. W późniejszym terminie siły amerykańskie zajęły wyspę Adak, ustanawiając wysuniętą bazę poza tą w Dutch Harbour (wyspa Amaknak).

### Operacje w 1943 roku

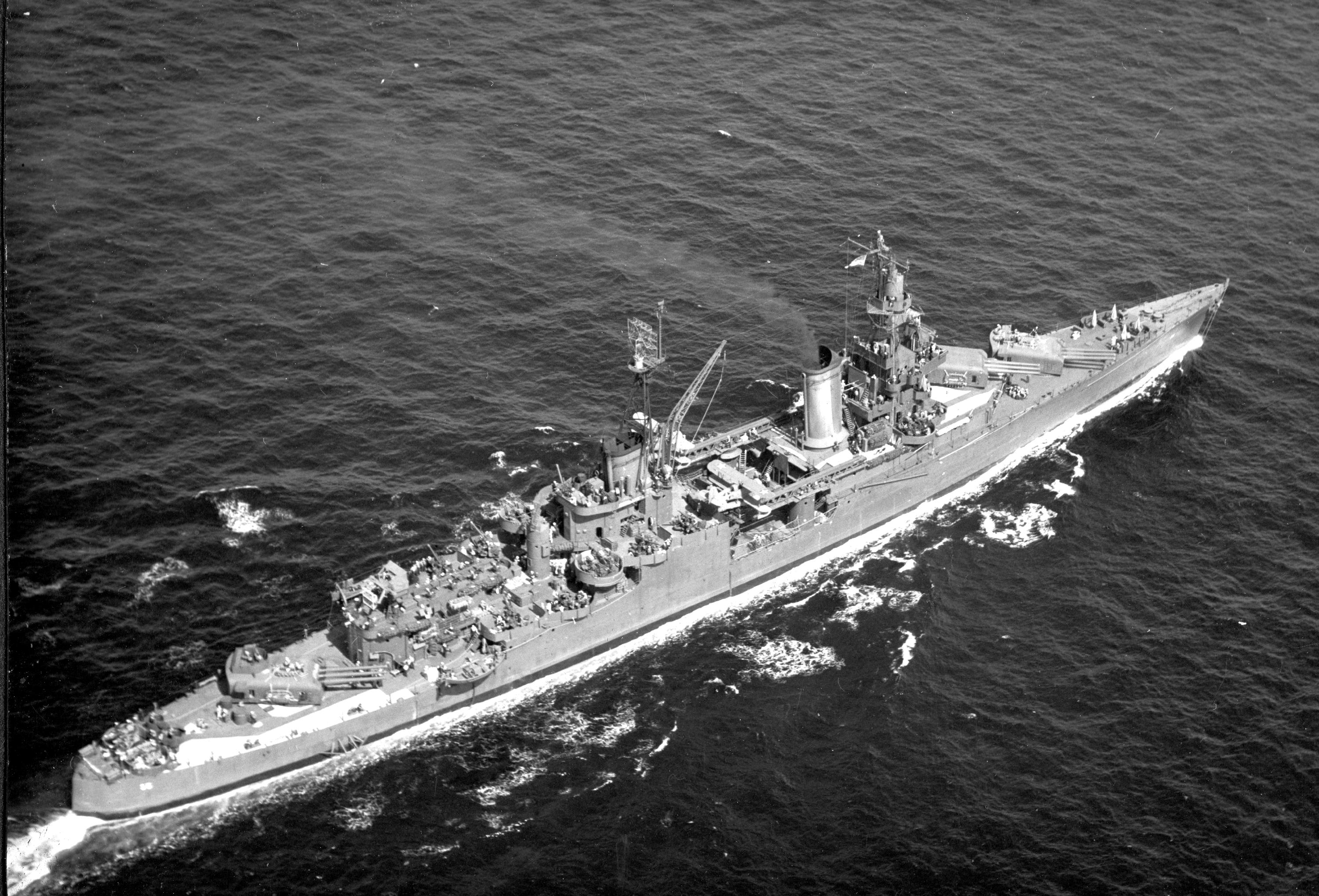
USS „Indianapolis” (CA-35)

W styczniu 1943 „Indianapolis” wspierał zajęcie wyspy Amczitka, jako element taktyki „żabich skoków”. Wieczorem 19 lutego „Indianapolis” w eskorcie dwóch niszczycieli patrolował na południowy zachód od wyspy Attu, poszukując japońskich okrętów z posiłkami dla garnizonów na Kiska i Attu. Przechwycono transportowiec „Akagane Maru", o wyporności 3100 ton, przewożący zapasy żywności, amunicję i dodatkowych żołnierzy. Transportowiec próbował odpowiedzieć na wezwanie do poddania, został jednak ostrzelany przez „Indianapolis”. „Akagane Maru" zatonął z cała załogą i ładunkiem. W połowie 1943 pozostawał w rejonie wysp Aleuckich, eskortując konwoje oraz zapewniając wsparcie desantom morskim. W maju Alianci zajęli Attu. Desant na Kiska, ostatnią bazę japońską na Aleutach przeprowadzono 15 sierpnia. Nie napotkano oporu, Japończycy zdołali w skrycie ewakuować wszystkich żołnierzy.
Po krótkim remoncie na Mare Island „Indianapolis” przeszedł na Hawaje, gdzie objął funkcję okrętu flagowego admirała Raymonda A. Spruance’a, dowódcy Piątej Floty. 10 listopada wypłynął z Pearl Harbor razem siłami głównymi Zespołu Południowego w operacji Galvanic, inwazji wysp Gilberta. 19 listopada „Indianapolis” zbombardował atol Tarawa, kolejnego dnia – Makin. Następnie okręt powrócił do Tarawy, służąc jako wsparcie artyleryjskie desantu. Zestrzelił japoński samolot, przez trzy dni walk zapewniając wsparcie oddziałom lądowym podczas ciężkich walk o atol. Następnie miał miejsce desant na wyspy Marshalla. „Indianapolis” ponownie pełnił funkcję okrętu flagowego Piątej Floty.

### Operacje w 1944 roku
Krążownik połączył się z pozostałymi okrętami zespołu w rejonie Tarawy. W dniu D-day minus 1, 31 stycznia 1944 uczestniczył w bombardowaniu atolu Kwajalein. Ostrzał kontynuowano następnego dnia, stosując postępującą nawalę artylerii w osłonie lądujących oddziałów. W czasie wspierania desantu „Indianapolis” udało się zneutralizować dwie baterie nadbrzeżne, jak również bunkier i inne instalacje nadbrzeżne. Okręt wpłynął do atolu 4 lutego i pozostał tam do zakończenia walk.
W marcu i kwietniu „Indianapolis”, ciągle pełniąc funkcję okrętu flagowego Piątej Floty pod dowództwem admirała Raymonda Spruance, uczestniczył w ataku na zachodnie Wyspy Karolińskie. Ataki samolotów pokładowych na wyspy Palau w dniach 30-31 marca zatopiły 3 niszczyciele, 17 transportowców i 5 tankowców, jak również uszkodziły 17 innych statków. Zbombardowano lotniska i zaminowano wody przybrzeżne. 31 marca zaatakowano Yap i Ulithi, 1 kwietnia – Woleai. Nalot samolotów japońskich został odparty bez strat. „Indianapolis” zestrzelił swój drugi samolot, bombowiec torpedowy. Straty japońskie szacuje się na 160 samolotów, z czego 46 zniszczonych na ziemi. Operacja ta zneutralizowała japońskie lotnictwo na Karolinach i zapobiegła udzieleniu przez nie wsparcia podczas amerykańskiego desantu na Nowej Gwinei.
W czerwcu 1944, Piąta Flota atakowała Mariany. 11 czerwca samoloty pokładowe zbombardowały Saipan. 13 czerwca rozpoczęło się bombardowanie z morza, „Indianapolis” odegrał w nim ważną rolę. 15 czerwca nastąpił desant (D-day). Tego samego dnia po południu okręt podwodny zaobserwował japońską Flotę Operacyjną w cieśninie San Bernardino na Filipnach. Admirał Spruance uzyskał w ten sposób informacje, że znaczne siły japońskie (pancerniki, lotniskowce, krążowniki i niszczyciele) zmierzają na wschód z zadaniem udzielenia pomocy garnizonom na Marianach. Nie mogąc porzucić rozpoczętego desantu, admirał wydzielił lotniskowce floty i skierował je przeciwko spodziewanemu zagrożeniu. Osobne siły zaatakowały lotniska na Iwo Jima i Chichi-jima, bazy z których można było zaatakować siły inwazyjne.
Amerykańska flota liczyła po ponownym połączeniu 7 lotniskowców floty i 8 lekkich, przenoszących łącznie 819 samolotów w tym ok. 450 myśliwców. 19 czerwca miała miejsce duża bitwa powietrzna. Japońskie samoloty pokładowe, opierając się częściowo lotniskami na Guam i Tinian, próbowały zaatakować Saipan i siły amerykańskie. W czasie bitwy nazwanej później „Mariańskim polowaniem na indyki”, amerykańskie myśliwce pokładowe, naprowadzane przez radary, zestrzeliły 426 samolotów japońskich przy stratach własnych 29. „Indianapolis” zestrzelił bombowiec torpedowy. Po wyeliminowaniu japońskiego lotnictwa, Amerykanie zatopili lotniskowiec „Hiyō”, dwa niszczyciele, tankowiec, uszkadzając kilka dalszych okrętów. Dwa lotniskowce, „Taihō” i „Shōkaku”, zostały wcześniej zatopione przez okręty podwodne.
23 czerwca 1944 „Indianapolis” powrócił na Saipan, ponownie uczestnicząc we wsparciu artyleryjskim desantu. Sześć dni później popłynął na Tinian celem zaatakowania instalacji brzegowych. W międzyczasie zdobyto Guam, a „Indianapolis” jako pierwszy wpłynął do Apra Harbor. Okręt operował z Marianów przez kilka kolejnych tygodni, następnie przepłynął do Wysp Karolińskich Zachodnich, gdzie planowano kolejne desanty. Od 12 do 29 września bombardował Peleliu, przed i po desancie. Następnie przepłynął do wyspy Manus w archipelagu Wysp Admiralicji, gdzie operował przez 10 dni przed powrotem do stoczni Mare Island Navy Yard.

### Operacje w 1945 roku
Wiosną 1945 brał udział w bitwie o Okinawę będąc wielokrotnie atakowanym przez pilotów kamikaze. 31 marca 1945 jeden z pilotów samobójców zaatakował „Indianapolis” i jego bomba po przebiciu okrętu wybuchła pod nim. Pełna poświęcenia akcja ratownicy załogi uratowała okręt przed zatonięciem. Podczas walk u wybrzeży wyspy zestrzelił sześć japońskich samolotów. Z powodu uciężkich uszkodzeń okręt skierowano do stoczni na Marę Island, skąd po naprawie wypłynął w swoją ostatnią misję.
Okręt wypłynął w tajnej misji z portu w San Francisco w kierunku Marianów Północnych bez eskorty, rozwijając maksymalną prędkość, ze względu na pilną misję dostarczenia za wszelką cenę ładunku nuklearnego do bomb atomowych Little Boy i Fat Man zrzuconych potem na Hiroszimę i Nagasaki z pokładu bombowca B-29. Po wypełnieniu misji okręt skierowano, nadal bez eskorty, przez Guam na Filipiny.

## Zatopienie jednostki

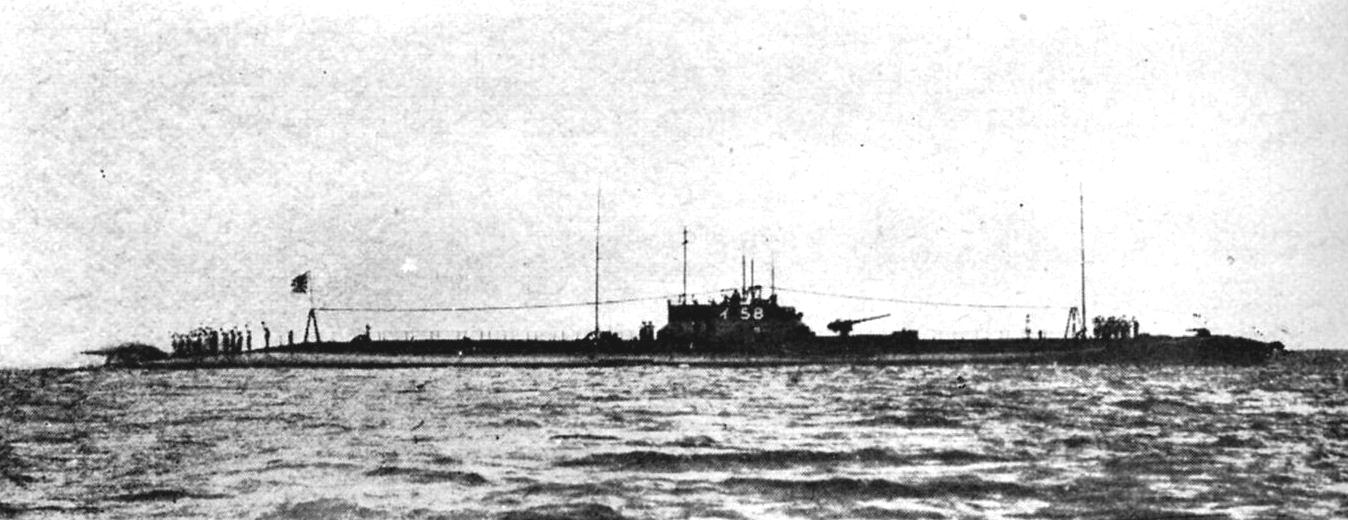
Japoński okręt podwodny I-58

W drodze powrotnej, 29 lipca 1945 o 23:26, krążownik został zaatakowany i zatopiony przez japoński okręt podwodny I-58 salwą składającą się z sześciu torped, z których trzy trafiły w prawą burtę okrętu, około 450 km na północ od Palau i 1000 km na wschód od Filipin. Miejsce ataku znajdowało się w rejonie żerowania rekinów. Nie wiadomo dlaczego w drodze powrotnej okręt nie przyjął podobnej taktyki działania jak w drodze na Mariany (maksymalna prędkość) i dlaczego misja powrotu była ukrywana przez dowództwo nadal jako „tajna”, choć okręt nie miał zadania prowadzenia działań militarnych.
Około 300 spośród 1196 osób na pokładzie zginęło bezpośrednio w wyniku ataku torpedowego. Pozostali rozbitkowie po rozkazie opuszczenia okrętu pływali w wodzie w kamizelkach ratunkowych, bez szalup, w oczekiwaniu na akcję ratunkową, która (jak się okazało) miała nadejść dopiero po 4 dniach. Z niewyjaśnionych po dziś dzień powodów nie zauważono, że okręt nie dotarł planowo 31 lipca do portu na Filipinach. Dopiero 2 sierpnia 1945 rozbitkowie zostali wypatrzeni przez pilotującego bombowiec Lockheed Ventura porucznika Wilbura Gwinna. Wezwany przez radio hydroplan Catalina pojawił się w rejonie katastrofy około 15:30, podejmując wycieńczonych rozbitków z wody. Rozbitkowie zajęli wszystkie dostępne miejsca w latającej łodzi, przy możliwości zabrania maksymalnie 9 osób na pokład, dowódca Cataliny zabrał z wody ponad 20 rozbitków – siedzieli częściowo na skrzydle i czekali na przylot następnych maszyn mogących uratować ich i pozostałą przy życiu część załogi okrętu. Ostatecznie uratowano jedynie 316 osób. Reszta załogi została pożarta przez rekiny lub zmarła z braku żywności i wody pitnej.
Wrak okrętu został odnaleziony 18 sierpnia 2017 przez ekspedycję amerykańską, finansowaną przez Paula Allena, współzałożyciela Microsoftu. Dokonał tego pojazd bezzałogowy R/V Petrel. Wrak znajduje się na głębokości ok. 5500 m.

## Konsekwencje zatopienia dla dowódcy okrętu
Dowódcę okrętu, Charlesa Butlera McVaya III, postawiono przed sądem wojskowym pod dwoma zarzutami:
- niepłynięcia zygzakiem, co miało zwiększyć ryzyko trafienia;
- niewłaściwego zorganizowania akcji opuszczenia okrętu.

Podczas procesu ocaleli członkowie załogi zeznali, że okręt odniósł wskutek storpedowania tak poważne uszkodzenia, że zatonął w krótkim czasie po storpedowaniu i w tym czasie kapitan McVay nie mógł zrobić nic więcej ponad to, co uczynił (np. system łączności wewnętrznej został zniszczony, co uniemożliwiało wydawanie rozkazów); zeznania te doprowadziły do uwolnienia oskarżonego od drugiego zarzutu.
Natomiast w przypadku pierwszego zarzutu, dowódca japońskiego okrętu podwodnego (Mochitsura Hashimoto) zeznał, że zygzakowanie nic by nie zmieniło i tak samo trafiłby krążownik. Podobnie zeznał powołany na świadka komandor Glynn R. Donaho (jeden z najlepszych amerykańskich podwodniaków). Jednakże sędziowie uznali, że pomimo tego i tak kapitan McVay dopuścił się zaniedbania, nie nakazując zygzakowania wymaganego przez ówczesne instrukcje; zeznania te jednak wzięli pod uwagę, skazując McVaya na bardzo niską karę (utratę 100 punktów promocyjnych z opinii służbowych) oraz zalecając władzom zwierzchnim ułaskawienie skazanego. Komandor McVay następnie został ułaskawiony ze względu na nienaganną wcześniejszą służbę (przywrócono mu punkty promocyjne). Jednakże sam fakt wydania wyroku skazującego spowodował, że przed McVayem została zamknięta dalsza kariera i w 1949 na własną prośbę odszedł na wcześniejszą emeryturę. Ostatecznie pod wpływem wyrzutów sumienia i życia pod ciągłą presją oskarżeń ze strony rodzin ofiar, McVay popełnił samobójstwo w 1968.
Choć w czasie wojny stracono 700 jednostek pływających, a wiele z nich z winy dowódców, to tylko McVaya postawiono przed sądem wojennym z tego powodu. Do procesu doszło wskutek nacisków ze strony ówczesnego szefa operacji morskich admirała floty Ernesta Kinga (ułaskawienie nastąpiło, gdy na to stanowisko został powołany admirał floty Chester Nimitz). Historycy wiążą to z wielokrotnie demonstrowanym podczas wojny – niewybaczającym najmniejszych błędów i słabości – kontrowersyjnym charakterem admirała Kinga. Jednakże to niekoniecznie stanowiło jedyny i główny powód. Ojciec komandora McVaya emerytowany admirał Charles B. McVay Jr. do końca życia uważał, że podstawowym motywem działania Kinga była chęć zemsty na nim za pośrednictwem jego syna. W początkach swej kariery morskiej Ernest King służył na okręcie, na którym Charles B. McVay Jr. był oficerem nawigacyjnym. Podczas postoju w porcie McVay jr przyłapał Kinga na próbie potajemnego wprowadzenia na okręt prostytutki (lub prostytutek – źródła są niejednoznaczne), za co King otrzymał naganę.
W 2000 Kongres USA w specjalnej uchwale, podpisanej przez prezydenta Billa Clintona ogłosił, że McVay został oczyszczony ze stawianych mu zarzutów.

## Wpływy kulturowe
Opis tego wydarzenia włączono do filmu Szczęki w monologu Quinta. W 1991 nakręcono film Misja rekina opowiadający o zatopieniu „Indianapolis” i procesie dowódcy. W rolę McVaya wcielił się Stacy Keach. W 2016 wszedł do kin film fabularny Ostatnia misja USS Indianapolis, w którym rolę dowódcy okrętu odegrał aktor Nicolas Cage.